# Alan M. Lovelace
Pour les articles homonymes, voir Lovelace.
Alan Mathieson Lovelace  (né le 4 septembre 1929 à St. Petersburg et mort le 18 avril 2018 à Melbourne) est un spécialiste de la chimie organique et un administrateur américain de la National Aeronautics and Space Administration (NASA).
Il est administrateur adjoint de la NASA du 2 juillet 1976 au 10 juillet 1981. Il est également, administrateur de la NASA par intérim à deux reprises : une fois sous la présidence de Jimmy Carter pour combler le poste vacant du 2 mai au 20 juin 1977 laissé par le départ à la retraite de James C. Fletcher, et de nouveau pendant le début de la présidence de Ronald Reagan du 21 janvier au 10 juillet 1981, jusqu'à ce que le choix de Reagan, James M. Beggs, soit confirmé par le Congrès des États-Unis.